# Miðheiðarhnjúkur
Miðheiðarhnjúkur är en bergstopp i republiken Island. Den ligger i regionen Austurland, 400 km öster om huvudstaden Reykjavík. Toppen på Miðheiðarhnjúkur är 1 192 meter över havet.
Trakten runt Miðheiðarhnjúkur är nära nog obefolkad, med mindre än två invånare per kvadratkilometer. Närmaste större samhälle är Reyðarfjörður, nära Miðheiðarhnjúkur. Trakten runt Miðheiðarhnjúkur består i huvudsak av gräsmarker.